# Skywriter
Skywriter è il settimo album in studio del gruppo musicale statunitense The Jackson 5, pubblicato nel 1973. 

## Disco
Il cantante principale Michael continuava a maturare come tenore, mentre la voce di Jermaine si era fatta più profonda. In particolare, una delle canzoni di Skywriter, "Touch" (originariamente registrata dalle Supremes nel 1971), vede Michael e Jermaine cantare sul soddisfare una donna a letto. Dato che Michael aveva solo 14 anni all'epoca, "Touch" è stata una delle canzoni più controverse su cui Michael avesse mai cantato fino a quando la sua carriera da solista non è ripartita alla fine degli anni '70. Il gruppo stava anche diventando frustrato dalla direzione che stavano prendendo e si lamentava con i produttori e gli autori della Motown riguardo al tipo di musica che stavano facendo.
I fratelli erano apertamente scoraggiati dallo stile di musica che ricevevano dagli autori della Motown. Inoltre, a questo punto, tutti e cinque i fratelli scrivevano il proprio materiale, ma la Motown impediva loro di registrare le proprie composizioni. La frustrazione era evidente in modo più aperto sulla copertina dell'album, dove tutti e cinque i fratelli guardano solennemente verso la telecamera intorno a un aeroplano dell'inizio del XX secolo. È stato l'album meno riuscito del gruppo fino a quel momento a causa di un solo singolo entrato in classifica. È stato arrangiato da James Anthony Carmichael, Jerry Marcellino, Mel Larson, Freddie Perren, Gene Page, Fonce Mizell e la Corporation.
"Il Boogie Man"/"Don't Let Your Baby Catch You" era stato preparato per essere pubblicato come singolo, ma è stato cancellato.

## Tracce
1. Skywriter – 3:08 (Larson, Marcellino)
2. Hallelujah Day – 2:46 (Perren, Yarian)
3. The Boogie Man – 2:56 (Richards)
4. Touch (reinterpretazione dell'omonimo brano delle Supremes) – 3:00 (Sawyer, Wilson)
5. Corner of the Sky (tratto dal musical di Broadway Pippin) – 3:33 (Schwartz)
6. I Can't Quit Your Love (reinterpretazione dell'omonimo brano dei Four Tops) – 3:12 (Caston, Wakefield)
7. Uppermost – 2:26 (Davis)
8. World of Sunshine – 2:45 (Larson, Marcellino)
9. Ooh, I'd Love to Be with You – 2:49 (Mizell, Mizell)
10. You Made Me What I Am – 2:50 (The Corporation)

Durata totale: 29:25